# Lasiodora lakoi
Lasiodora lakoi là một loài nhện trong họ Theraphosidae.
Loài này thuộc chi Lasiodora. Lasiodora lakoi được Cândido Firmino de Mello-Leitão miêu tả năm 1943.